# Atomosia macquarti
Atomosia macquarti là một loài ruồi trong họ Asilidae. Atomosia macquarti được Bellardi miêu tả năm 1861. Loài này phân bố ở vùng Tân nhiệt đới.